# Revolta da Chibata
A Revolta da Chibata, inicialmente chamada de Revolta dos Dreadnoughts, foi uma rebelião militar ocorrida no Rio de Janeiro, Brasil, acontecida no final de novembro de 1910. Foi liderada por marinheiros e suboficiais da Marinha do Brasil que se rebelaram contra as condições de vida e de trabalho nas forças armadas, sendo resultado direto do uso de chibatadas por oficiais navais brancos ao punir marinheiros afro-brasileiros e mulatos, um castigo corporal que era amplamente utilizado na época. A Revolta da Chibata foi um dos primeiros grandes movimentos de protesto contra o governo republicano no Brasil e ajudou a impulsionar a Reforma Militar de 1911, que melhorou as condições de vida e de trabalho nas forças armadas.
Em 1888, o Brasil se tornou o último país do mundo a abolir a escravidão colonial. A mudança recebeu oposição das classes dominantes brasileiras, e foi um dos fatores que conduziu a um bem-sucedido golpe de estado em 1889. A instabilidade resultante contribuiu para várias revoltas e rebeliões, mas no início do novo século a crescente demanda por café e borracha permitiu aos políticos brasileiros começar a fortalecer a armada, sobretudo divido tensões com a Argentina. Uma parte importante disso seria a modernização da Marinha, que tinha sido negligenciada desde a Revolta da Armada, de 1891-94, o que incluía a compra de navios de batalha do novo tipo, entre eles, os encouraçados (dreadnought), os então mais modernos e potentes Embora extremamente caros, eles atraíram muita atenção internacional antes de sua entrega com diversos outros navios, em  1910.
Contudo, as condições sociais da Marinha do Brasil não acompanharam o ritmo da nova tecnologia. Oficiais brancos de elite eram responsáveis pela maioria das equipes de negros e mulatos, muitos dos quais haviam sido forçados a entrar na Marinha por contratos de longo prazo. Estes oficiais frequentemente utilizavam castigos corporais contra seus tripulantes, mesmo para punir delitos menores, algo que havia sido banido na maioria dos outros países e no resto do Brasil, à exclusão do exército de terra. Em resposta, os marinheiros usaram os novos navios de guerra para um motim cuidadosamente planejado e executado em novembro de 1910. Eles tomaram o controle de ambos os encouraçados novos, um dos cruzadores e um navio de guerra mais velho — um total que deu aos amotinados o tipo de poder de fogo superior o resto da Marinha brasileira. Liderados por João Cândido Felisberto, os amotinados enviaram uma carta ao governo que exigia o fim do que eles chamavam de "escravidão" praticada pela Marinha.
Enquanto a alta oficialidade da marinha conspirava para retomar ou afundar os navios de guerra rebeldes, o que era dificultado pela desconfiança que tinham dos marinheiros e problemas de equipamento; historiadores desde então também lançaram dúvidas sobre suas chances de realizar tais ações com êxito. Ao mesmo tempo, o Congresso — liderado pelo senador Rui Barbosa — buscou uma rota de anistia, nomeando um ex-capitão da Marinha como sua ligação com os rebeldes. Este último movimento foi bem-sucedido, e um projeto de lei que concedeu anistia a todos os envolvidos e acabava com o uso de castigo corporal foi aprovado no Parlamento por uma ampla margem. No entanto, desrespeitando a anistia, muitos dos marinheiros foram rapidamente dispensados da Marinha, e depois que uma segunda rebelião, devido aos atos punitivos que desrespeitavam a anistia, muitos dos amotinados iniciais foram jogados na cadeia, assassinados ou enviados para campos de trabalho nas plantações de borracha no norte. Durante a viagem para o Norte, marinheiros aprisionados foram fuzilados e jogados ao mar.

## Contexto

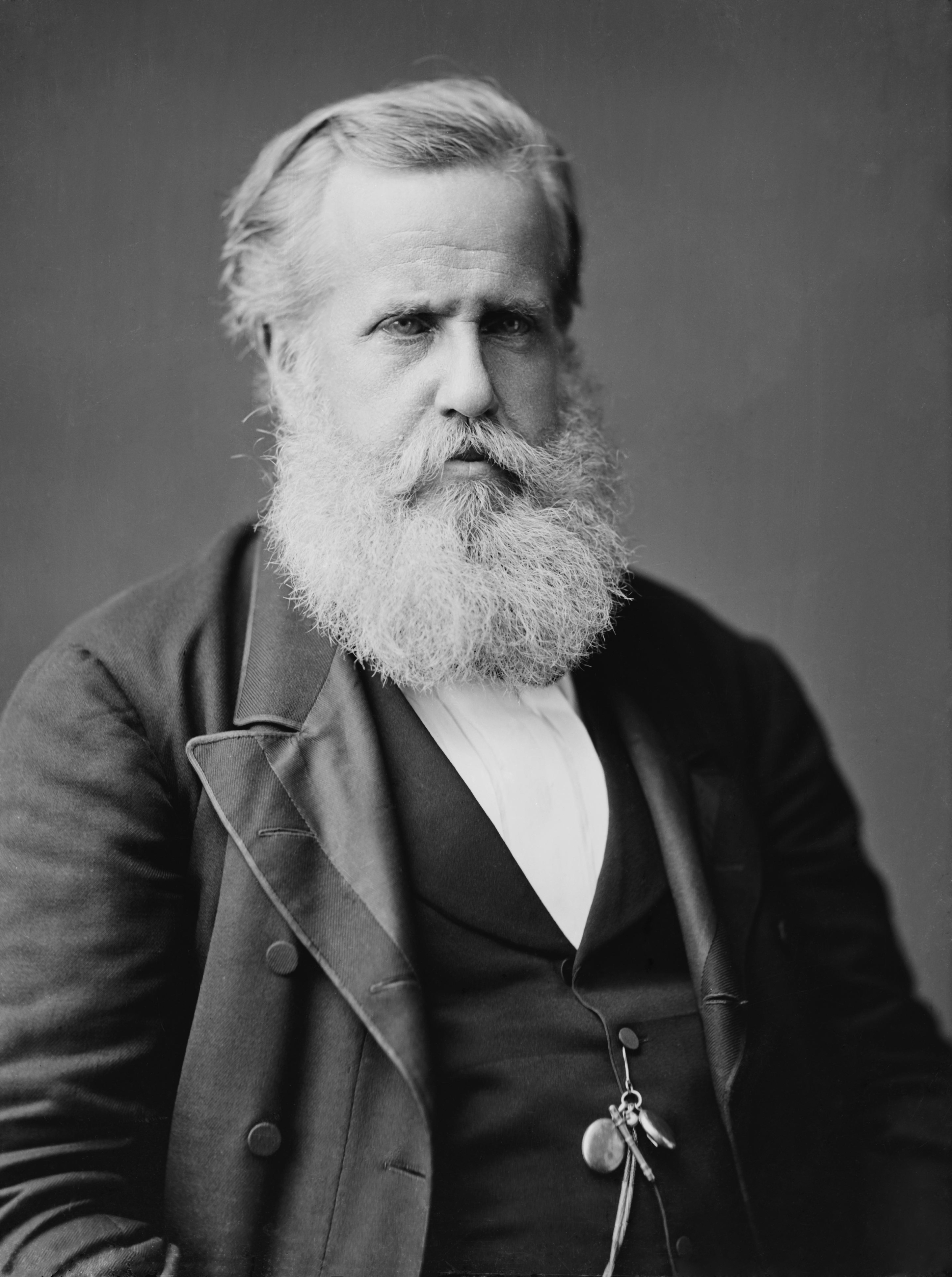
Pedro II, o imperador do Brasil, foi deposto em 1889, desencadeando uma década de agitação no país.

Nos anos que antecederam a revolta, a população brasileira viu mudanças frequentes no clima político, econômico e social do país. Por exemplo, em maio de 1888, a escravidão no Brasil foi abolida com a promulgação da Lei Áurea, uma lei, nos últimos meses da escravidão, veementemente contestada pelos proprietários de plantações pouco produtivas, mas apoiada pela lavoura cafeicultura paulista. Sem a escravidão, a ordem imperial centralista passou a ser desnecessária, ensejando que as classes dominantes provinciais criassem as condições para um golpe de Estado pacífico encabeçado pelo exército e liderado por Benjamin Constant e o Marechal Deodoro da Fonseca. Pedro II e sua família foram rapidamente e silenciosamente enviados para o exílio na Europa; eles foram substituídos por uma república federativa, com Fonseca inicialmente como presidente.
A próxima década foi marcada por várias rebeliões contra a nova ordem política, incluindo revoltas navais (1891, 1893–94), a Revolução Federalista (1893–95), a Guerra dos Canudos (1896–97), e a Revolta da Vacina (1904), durante o qual a qualidade da Marinha do Brasil sofreu uma forte queda em relação aos seus vizinhos graças a uma corrida armamentista argentino-chilena. Na virada do século XX, uma frota naval brasileira antiquada, com apenas quarenta e cinco por cento de seu pessoal autorizado (em 1896) e apenas dois navios couraçados modernos poderia ser enfrentada pela marinha argentina, cheia de navios encomendados na última década.
No início do novo século, no entanto, a crescente demanda por café e borracha deu ao governo brasileiro um influxo de receita. Escritores contemporâneos estimaram que de 75% a 80% da oferta mundial de café era cultivada no Brasil. Proeminentes políticos brasileiros, mais notavelmente Pinheiro Machado e o Barão de Rio Branco, moveram-se para ter o país reconhecido como uma potência internacional, pois acreditavam que a arrecadação de curto prazo continuaria. Uma marinha forte foi vista como crucial para este objetivo. O Congresso Nacional do Brasil elaborou e aprovou um grande programa de aquisição naval no final de 1904, mas apenas dois anos depois um navio foi encomendado. Enquanto eles primeiro encomendaram três pequenos navios de guerra, o lançamento do revolucionário encouraçado britânico Dreadnought — que anunciou um novo e poderoso tipo de navio de guerra — fez com que os brasileiros cancelassem sua encomenda em favor de dois dreadnoughts, com um terceiro a seguir.

### Condições na Marinha

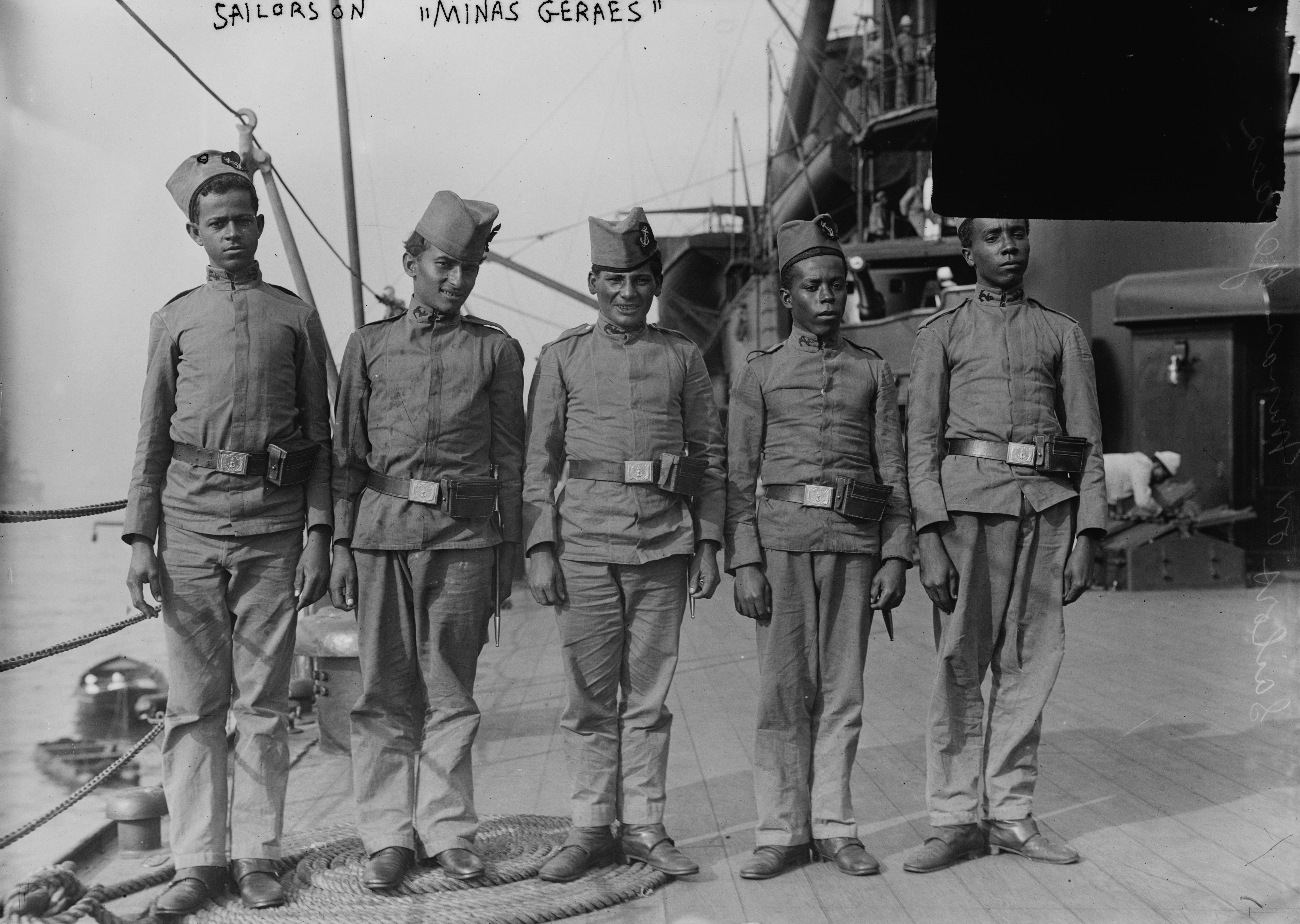
Marinheiros brasileiros pardos e pretos posam para um fotógrafo a bordo do Minas Geraes, como parte de uma série de fotografias provavelmente tomadas durante a visita do navio aos Estados Unidos no início de 1913.

Essa modernização tecnológica na Marinha do Brasil não foi acompanhada por mudanças sociais, e as tensões entre o núcleo de oficiais contra os tripulantes instigaram muita agitação. Uma citação do Barão de Rio Branco, um estimado político e diplomata profissional, mostra uma das fontes de tensão: "Para o recrutamento de fuzileiros navais e homens alistados, trazemos a bordo a escória de nossos centros urbanos, o subproletariado mais inútil, sem preparação de qualquer tipo. Ex-escravos e filhos de escravos compõem as tripulações de nossos navios, a maioria deles de pele escura ou de mulatos escuros." As diferenças raciais na Marinha brasileira seriam imediatamente evidentes para um observador na época: os oficiais encarregados dos navios eram quase todos brancos, enquanto as tripulações eram pesadamente pretas ou, em menor grau, mulatas. As diferenças visuais escondiam distinções mais profundas: tripulantes de pele mais escura, que na época da revolta eram os mais velhos escravos libertados pela Lei Áurea (ou filhos nascidos livres pela Lei do Ventre Livre de 1871), eram quase universalmente menos educados do que seus supervisores brancos.
A Marinha, junto com outros ramos militares, serviam como "depósito" para milhares de jovens negros, pobres e, às vezes, órfãos, que estavam presos nas "escórias" das cidades brasileiras, e dos quais muitos tinham cometido ou eram suspeitos de cometer crimes. Tais medidas serviram como um "casamento perfeito de punição e reforma": pessoas que tinham ou eram suscetíveis a cometer crimes seriam removidas da sociedade e treinadas em habilidades que beneficiariam as classes dominantes. Esses homens eram geralmente enviados para a Marinha, empregados como aprendizes quando tinham em torno de 14 anos, e ligados à Marinha por quinze anos. João Cândido Felisberto, o líder da Revolta da Chibata, foi aprendiz aos 13 anos e juntou-se à Marinha aos 16. Indivíduos forçados a entrar na Marinha serviam por doze anos. Voluntários, que constituíam uma percentagem muito baixa do total de recrutas, serviam por nove anos.
Outro ponto de controvérsia partia do uso pesado pela Marinha do castigo corporal até mesmo para punir delitos menores. Embora tais medidas tinham sido proibidas na população livre desde a Constituição Imperial de 1824 e no Exército desde 1874, a Marinha só foi afetada em novembro de 1889, quando a legislatura da nova república proibiu tal disciplina. A lei foi rescendida menos de um ano depois, em meio a descumprimento generalizado. Em vez disso, o castigo físico só seria permitido em uma Companhia Correcional, criada com o propósito de "submeter a um regime de disciplina especial os praças que forem de má conduta habitual e punir faltas em casos que não exijam conselho de guerra." As punições iam desde prisão a ferro na solitária, por um a cinco dias, a pão e água, para as faltas leves, até a vinte e cinco chibatadas, no mínimo, para as graves. A legislatura vislumbrou isto como um freio à prática, já que apenas marinheiros com históricos violentos ou subversivos enfrentariam a chibata. A realidade era muito diferente: uma vez que as companhias existiam em qualquer lugar nos navios, qualquer marinheiro poderia ser teoricamente transferido para a Companhia Correcional, mas sem ter qualquer mudança em suas rotinas diárias. Os castigos se elevavam a trezentos e mais chibatadas.
A maior parte do núcleo oficial da Marinha acreditava que o castigo físico era uma ferramenta essencial para manter a disciplina em seus navios. Um almirante brasileiro anônimo, representante de sua época, escreveu em 1961, procurando justi que "[…] nossos marinheiros daquela época, desprovidos dos requisitos morais e intelectuais para apreciar os aspectos degradantes da punição [chibatadas], aceitaram-na naturalmente como uma oportunidade para mostrar sua superioridade física e moral. […] Tudo isso é […] compreensível em face da mentalidade atrasada e ignorância do pessoal que compunha as tripulações do navio."

## Rebelião

### Preparações e prelúdio
Tripulantes a bordo do: Minas Geraes começaram a planejar uma revolta anos antes de 1910, de acordo com João Cândido, um marinheiro experiente que mais tarde se tornaria o líder da Revolta da Chibata. Os conspiradores foram motivados pelo tratamento dado aos homens alistados na Marinha do Brasil, estendendo-se além da chibata a até mesmo seus alimentos precários, o que levou a surtos não-incomuns de beribéri. Alguns haviam formado um comitê e se reuniam secretamente durante anos no Rio de Janeiro. Esta organização semi-formal só foi expandida quando foram enviados para Newcastle, no Reino Unido, para treinamento — a operação de navios de guerra tão grandes e complexos requeriam habilidades específicas. Ao ser entrevistado anos após o motim, Cândido disse que eles "mantiveram os comitês nos próprios hotéis onde residíamos, aguardando a construção dos navios. Quase dois anos pagos pelo governo brasileiro, enviamos mensageiros para ouvir a situação aqui [no Brasil]. Fizemos isso para que, quando chegarmos, estaríamos preparados para agir" — eles estavam apenas "esperando por uma data e pelo poder", referindo-se aos novos navios de guerra.
A experiência desses tripulantes no Reino Unido foi tal que o historiador Zachary Morgan acredita que foi um período de formação fundamental na composição do motim. Os marinheiros eram pagos em dia, em dinheiro, e recebiam dinheiro extra porque tinham que comprar suas próprias refeições; devido ao papel vital que desempenharam na economia de Newcastle, eles enfrentaram relativamente pouco racismo; e os trabalhadores dos estaleiros de Armstrong se sindicalizaram e até conseguiram entrar em greve, atrasando a conclusão dos novos navios de guerra brasileiros. Além disso, eles foram capazes de observar os seus homólogos da Marinha Real — uma experiência que Morgan afirmou que teria sido "chocante" porque esses marinheiros "não estavam mais apreendidos, não eram chibatados, [e] foram aceitos como cidadãos."
A revolta começou logo após as brutais 250 chibatadas dadas a Marcelino Rodrigues Menezes, um marinheiro afro-brasileiro alistado regularmente, por ferir deliberadamente um companheiro de mar com uma lâmina de barbear, devido a uma delação a um oficial. Há algum desacordo acadêmico sobre se este número de chibatas está correto, alguns propondo um número maior, e exatamente quando essa sentença foi realizada, mas todos concordam que foi o catalisador imediato. Outro observador do governo brasileiro, o ex-capitão da Marinha José Carlos de Carvalho, disse ao presidente do Brasil que as costas de Menezes pareciam "uma tainha aberta para salgar."

### Motim

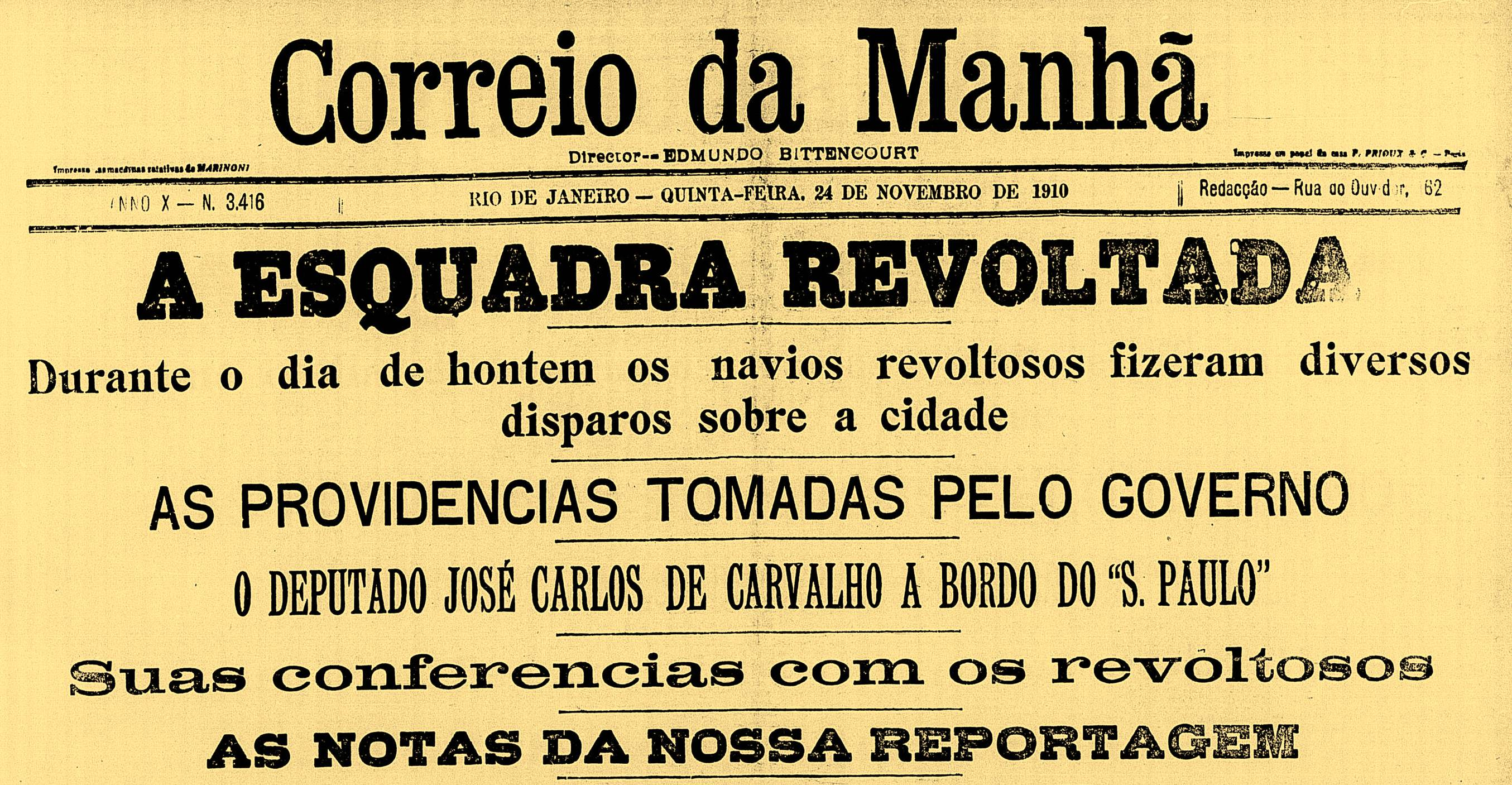
Edição de 24 de novembro de 1910 do jornal Correio da Manhã.

Uma porcentagem significativa dos tripulantes navais estacionados no Rio de Janeiro, talvez de 1 500 a 2 000 de 4 000, se revoltaram às 22h de 22 de novembro. Eles começaram a bordo do Minas Geraes, onde o comandante e vários membros da tripulação leais foram mortos, e os tiros a bordo do dreadnought alertaram os outros navios no porto que a revolta tinha começado. À meia-noite, os rebeldes tinham o São Paulo, o novo cruzador Bahia e o navio de defesa costeira Deodoro sob controle, com o "almirante" João Cândido no comando geral. As tripulações a bordo do navio República, do navio-escola Benjamin Constant, e dos torpedeiros Tamoio e Timbira também se revoltaram, mas eles constituíram apenas dois por cento dos amotinados em geral. A maioria da tripulação da República partiu para apoiar São Paulo e Deodoro; aqueles a bordo dos outros navios ou se juntaram aos rebeldes ou fugiram para terra firme.
Enquanto os oficiais eram tipicamente autorizados a deixar seus navios — com duas notáveis exceções — técnicos civis (alguns deles britânicos), maquinistas e outros tripulantes integrais não tiveram a mesma oportunidade. Essas exceções foram feitas ao Minas Geraes, cujos oficiais ficaram surpresos, mas tiveram tempo de desembainhar suas armas e defender-se. O capitão do navio, João Batista das Neves, foi morto no combate, juntamente com vários tripulantes leais e rebeldes. Todos os outros derramamentos de sangue foram muito mais limitados: no cruzador Bahia o único oficial a bordo foi morto depois que ele atirou em um tripulante rebelde, e um tenente no São Paulo se matou.
Ao final da noite, os principais navios de guerra que permaneceram nas mãos do governo incluíam o Rio Grande do Sul, navio irmão do Bahia, o velho cruzador Barroso, e os oito novos contratorpedeiros da classe Pará. Seu poder potencial, no entanto, foi ofuscado pelos dreadnoughts — cada um dos quais superava sozinho todos os outros navios de guerra — e foi severamente temperado por questões de pessoal. Primeiro, os oficiais navais suspeitavam até mesmo dos homens alistados que permaneceram leais ao governo. Os oficiais tomaram todas as posições que seriam envolvidas no combate direto, e o número de homens alistados foi reduzido sempre que possível. Outras complicações foram a falta de componentes de armas, tais como os torpedos do contratorpedeiro. Os torpedos só ficaram aptos a serem utilizados dois dias após o início da rebelião.
Antes da meia-noite de 22 de novembro, os rebeldes enviaram um telegrama ao presidente, que dizia: "Não queremos o retorno da chibata. Isto é o que pedimos ao Presidente da República e ao Ministro da Marinha. Queremos uma resposta imediata. Se não recebermos tal resposta, destruiremos a cidade e os navios que não são revoltantes." O presidente marechal Hermes da Fonseca, entretanto, se recusou a permitir qualquer contato direto entre ele e os amotinados. Em vez disso, a força rebelde deslocou-se para a Ilha do Viana às 1 da manhã de 23 de novembro para abastecer-se de carvão e de suprimentos para se protegerem contra a possibilidade de um cerco prolongado. Depois que o sol nasceu, os corpos dos marinheiros mortos no navio Minas Geraes foram enviados em uma lancha para a Ilha das Cobras, juntamente com uma carta de João Cândido Felisberto — que estava no comando da armada rebelde — e seus companheiros marinheiros ao presidente brasileiro, Fonseca, que era o sobrinho do primeiro presidente da República e estava no cargo por apenas uma semana. A carta incluía a demanda pelo fim da "escravidão" praticada pela marinha — sobretudo o uso contínuo da chibata, apesar de sua proibição em todas as outras nações ocidentais:

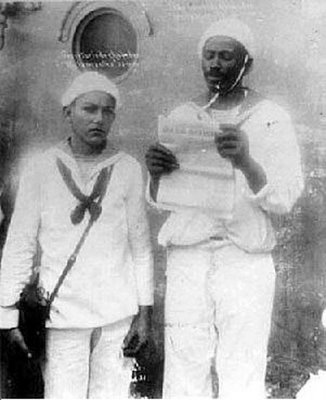
João Cândido, ao lado de um marinheiro, lendo o manifesto dos revoltosos.

| “ | Nós, marinheiros, cidadãos brasileiros e republicanos, não podendo mais suportar a escravidão na Marinha Brasileira, a falta de proteção que a Pátria nos dá; e até então não nos chegou; rompemos o negro véu, que nos cobria aos olhos do patriótico e enganado povo. Achando-se todos os navios em nosso poder, tendo a seu bordo prisioneiros todos os Oficiais, os quais, tem sido os causadores da Marinha Brasileira não ser grandiosa, porque durante vinte anos de República ainda não foi bastante para tratarnos como cidadãos fardados em defesa da Pátria, mandamos esta honrada mensagem para que V. Excia. faça os Marinheiros Brasileiros possuirmos os direitos sagrados que as leis da República nos facilita, acabando com a desordem e nos dando outros gozos que venham engrandecer a Marinha Brasileira; bem assim como: retirar os oficiais incompetentes e indignos de servir a Nação Brasileira. Reformar o Código Imoral e Vergonhoso que nos rege, a fim de que desapareça a chibata, o bolo, e outros castigos semelhantes; aumentar o soldo pelos últimos planos do ilustre Senador José Carlos de Carvalho, educar os marinheiros que não tem competência para vestir a orgulhosa farda, mandar por em vigor a tabela de serviço diário, que a acompanha. Tem V.Excia. o prazo de 12 horas, para mandar-nos a resposta satisfatória, sob pena de ver a Pátria aniquilada Bordo do Encouraçado São Paulo, em 22 de novembro de 1910. Nota: Não poderá ser interrompida a ida e volta do mensageiro. Marinheiros. | ” |

Durante a mesma manhã, os navios rebeldes dispararam contra vários fortes militares localizados em torno da Baía de Guanabara, juntamente com o arsenal naval e as bases da Ilha das Cobras e da Ilha de Villegagnon, Niterói, e do palácio presidencial. Uma bomba atingiu uma casa em Castelo, matando duas crianças; embora possa ter havido outras baixas, a morte dessas crianças pesava claramente sobre as consciências dos rebeldes. Felisberto ainda se lembrava delas décadas mais tarde; em uma entrevista, afirmou que ele e seus tripulantes recolheram dinheiro de seu "salário miserável" para pagar o enterro das crianças.
Em termos gerais, no entanto, parece que os navios foram bem manejados e comandados. Observadores contemporâneos ficaram surpresos ao notar que os tripulantes, apesar da falta de oficiais brancos, tinham o controle completo de seus navios de guerra e foram capazes de permanecer em boa formação enquanto circulavam em torno da baía. Os rebeldes preferiam disparar sobre a cidade ou em torno de alvos militares controlados pelo governo em vez de destruição absoluta, algo que Zachary Morgan acredita ser motivado por preocupações humanitárias ou (pelo menos) pragmatismo — limitando o dano real, poderiam ganhar o apoio entre legisladores, imprensa, e população em geral. Isto tem, no entanto, causado um argumento historiográfico entre os estudiosos que persiste até hoje.
Em terra, os civis acordaram na manhã do dia 23 de novembro descobrindo que os navios mais poderosos em sua marinha, tripulados pelos marinheiros e sub-oficiais, estavam disparando contra a cidade. Milhares rapidamente fugiram, embora quase todos foram incapazes de fazerem isso. A imprensa inicialmente alimentou os temores das pessoas, embora eles mais tarde trataram os rebeldes como celebridades, retratando-os como heróis.
Fonseca e o alto comando da marinha foram confrontados com duas escolhas extremamente desagradáveis. Eles poderiam usar os navios controlados pelo governo para tentar atacar e  destruir, o que era difícil, os navios rebeldes, de maior poder de fogo, mas isso, se fosse possível, significaria destruir três navios incrivelmente caros que haviam recebido uma atenção global significativa e foram — em seus olhos — uma parte crucial da reformulação do Brasil como uma séria força internacional. Pior ainda, havia uma chance significativa de que os navios brasileiros remanescentes, todos menores e muito mais velhos do que os navios controlados pelos amotinados, perderiam em um combate. Mas ao concordar com a lista de reivindicações dos rebeldes — isto é, as exigências da subclasse e equipes navais negras — as classes dominantes e políticas s sofreriam um incrível embaraço.
Fonseca escolheu os dois. Primeiro, o Congresso Brasileiro começou a negociar com os amotinados, embora esta não fosse a solução preferida por Fonseca — ele e o ministro da Marinha, Joaquim Marques Batista de Leão, começaram a traçar uma solução militar. A pedido do Congresso, José Carlos de Carvalho foi nomeado como agente de ligação aos rebeldes. Carvalho, um deputado federal e ex-membro da Marinha, conversou com a tripulação em todos os quatro navios e relatou ao Congresso que os rebeldes eram bem liderados e organizados — e seu principal armamento era totalmente funcional. Seu relatório mostrou que as queixas dos marinheiros, especialmente sobre a chibata, eram bem justificadas e que uma opção militar pouco provavelmente teria sucesso. Na tarde de 23 de novembro, o Congresso Brasileiro começou a trabalhar em um projeto de lei que concederia anistia a todos os envolvidos e acabaria com o uso de castigos corporais na Marinha.
Pressionado por seu ministro da Marinha, Forseca ainda não havia desistido da opção militar. Na mesma tarde, os rebeldes receberam um alerta de telegrama ilícito do contratorpedeiro Paraíba, dizendo que eles planejavam atacar. Em resposta, os rebeldes se moveram para fora da baía durante a noite, numa tentativa de tornar qualquer assalto com torpedos mais difícil. Retornaram em 24 de novembro às 10 horas, dia em que o jornal Correio da Manhã foi a primeira fonte da imprensa a se referir a Felisberto como o "almirante" da frota rebelde. Eles observaram mais tarde:
| “ | Tornou-se evidente que, em oposição expressa à determinação da mais alta lei do Brasil, o uso geral e o abuso do castigo corporal continuam a bordo de nossos navios. Que, como na época dos quartéis escravos e do superintendente de plantação, a chibata corta a pele de nossos marinheiros, em consonância com os caprichos de oficiais mais ou menos vitrílicos. Verifica-se também, pelos lamentos dos homens revoltantes, que as refeições oferecidas nos corredores dos marinheiros são perniciosas, preparadas com produtos adulterados e podres, não adequados para cães. Esses fatos constituem uma motivação abundante para que o governo avance energicamente e com firmeza no estabelecimento do respeito pela justiça e equidade que agora é exigida. | ” |

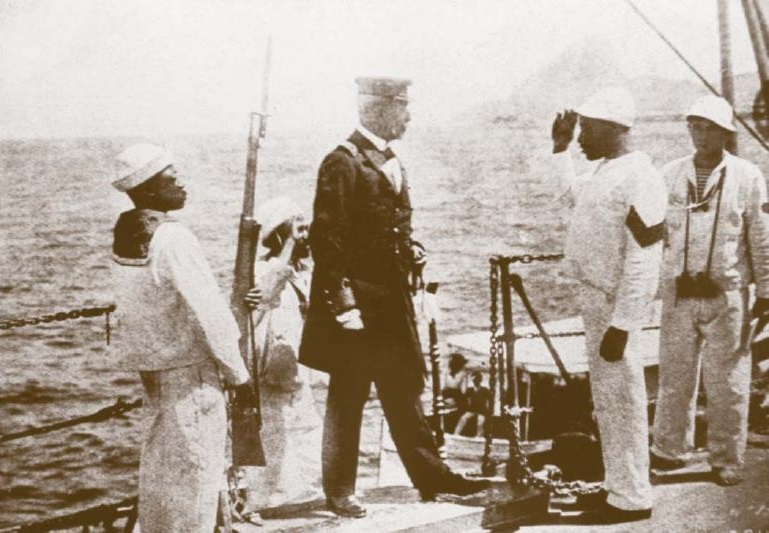
João Cândido entregando o comando do Minas Geraes ao capitão Pereira Leite.

No Congresso, o influente senador e candidato à presidência derrotado Rui Barbosa patrocinou a causa dos rebeldes. Barbosa usou a retórica dos oficiais da Marinha contra eles próprios ao argumentar para uma solução diplomática, observando que se os dreadnoughts novos fossem tão inafundáveis como reivindicaram, os navios de guerra remanescentes nas mãos do governo certamente não poderiam forçar uma vitória militar. Além disso, argumentou que, se tal ataque tivesse o apoio do Congresso e fracassasse, qualquer destruição resultante do Rio de Janeiro seria considerada uma falha. Esses argumentos ganharam muito apoio para Barbosa no Senado, tanto que a casa começou a trabalhar em uma anistia que absolvesse os amotinados de todas as acusações criminais quando os navios fossem entregues ao governo. Após horas de debate, o projeto de lei foi aprovado por unanimidade naquele dia e enviado à Câmara dos Deputados em 25 de novembro.
Líderes navais discordaram e continuaram planejando um confronto militar. Morgan escreveu que "os líderes navais acreditavam que apenas um confronto militar com os rebeldes restauraria sua honra perdida", e que qualquer ação desse tipo teria de ocorrer antes que uma anistia fosse aprovada. Os problemas de armamento e pessoal acima mencionados prejudicaram os navios governamentais; uma tentativa de adquirir os torpedos necessários foi frustrada pelas armas do Deodoro. Quando chegou a noite de 23 de novembro, mensagens de rádio sobre torpedos disponíveis para os destruidores do governo não chegaram aos navios. Eles só puderam obter essas armas no dia 24 de novembro, e durante aquela noite, Fonseca ordenou que atacassem os navios rebeldes. No entanto, eles não tiveram a chance de atacar, pois a armada rebelde não retornou à Baía de Guanabara até que a anistia tinha sido aprovada pelo Congresso. Não se sabe se os rebeldes foram avisados ou simplesmente tomaram precauções defensivas.
A anistia foi aprovada pela Câmara por uma votação de 125–23. Sob a ameaça de ter um veto derrubado, Fonseca sancionou a anistia. Os rebeldes retornaram em 26 de novembro após um curto período de consternação — exigências adicionais, como um aumento salarial, ainda não tinham sido propostas no Congresso — com seus navios em formação, Minas Geraes liderando São Paulo, com o Bahia e Deodoro de cada lado. Às 19 horas, os amotinados aceitaram oficialmente as disposições relativas à anistia.

## Consequências

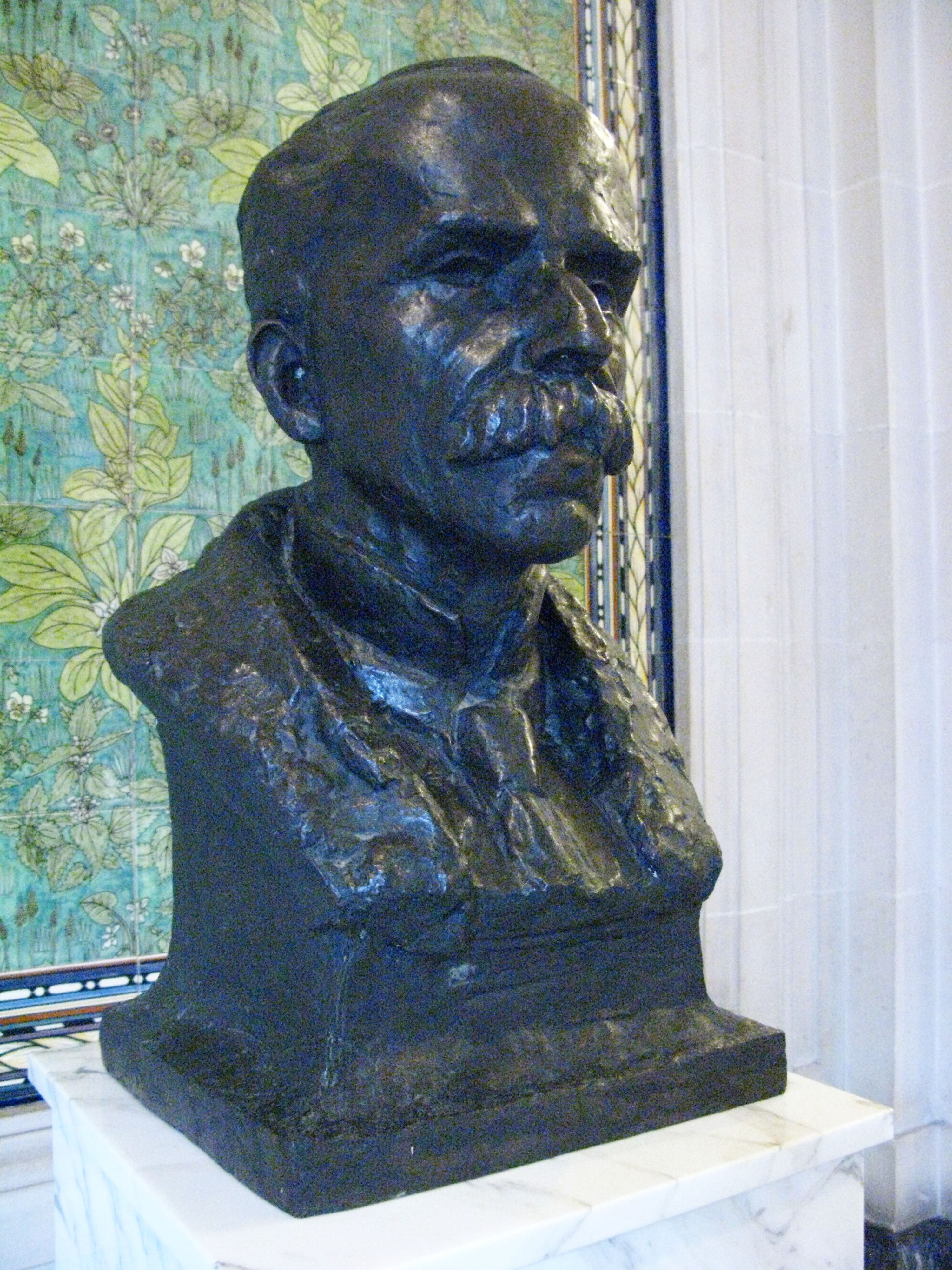
Busto de Rui Barbosa em Haia.

No rescaldo da revolta, os dois dreadnoughts brasileiros foram desarmados com a remoção dos ferrolhos de suas armas. A revolta e o consequente estado da Marinha, que era essencialmente incapaz de operar por medo de outra rebelião, levou muitos brasileiros de destaque, incluindo o presidente, políticos proeminentes como Barbosa e Barão de Rio Branco, e o editor do jornal mais respeitado do Brasil, o Jornal do Commercio, a questionar o uso dos novos navios e a apoiar sua venda a um país estrangeiro. Rui Barbosa foi enfático em sua oposição aos navios em um discurso pronunciado pouco antes da votação do projeto de anistia:
| “ | Permita-me, em conclusão, apontar duas lições profundas da situação amarga em que nos encontramos. A primeira é que um governo militar não é mais capaz de salvar o país das vicissitudes da guerra, nem mais bravo ou engenhoso em conhecê-las do que um governo civil. A segunda é que a política de grandes armamentos não tem lugar no continente americano. Pelo menos da nossa parte e da parte das nações que nos rodeiam, a política que devemos seguir com alegria e esperança é a de estreitar os laços internacionais através do desenvolvimento das relações comerciais, da paz e da amizade de todos os povos que habitam os países da América. A experiência do Brasil a esse respeito é decisiva. Todas as forças empregadas há vinte anos no aperfeiçoamento dos meios de nossa defesa nacional serviram, depois de tudo, para virar sobre nossos próprios peitos estas sucessivas tentativas de revolta. A guerra internacional ainda não chegou às portas da nossa república. A guerra civil veio muitas vezes, armada por estas mesmas armas que tão vãmente preparamos para nossa defesa contra um inimigo estrangeiro. Vamos acabar com esses ridículos e perigosos grandes armamentos, assegurando a paz internacional por meio de relações justas e equitativas com nossos vizinhos. No continente americano, pelo menos, não é necessário manter uma "armada da paz"; esse horroroso câncer que está devorando continuamente os órgãos vitais das nações da Europa. | ” |

No final, o presidente e o gabinete decidiram não vender os navios por medo de um consequente efeito negativo na política interna — embora concordassem que os navios deveriam ser descartados, possivelmente para financiar navios de guerra menores capazes de atravessar os muitos rios do Brasil. A apreensão do executivo foi agravada pelo discurso que Barbosa proferiu antes do fim da revolta, como também usou a ocasião para atacar o governo — que ele chamou de "regime militarista brutal." Ainda assim, os brasileiros ordenaram a empresa Armstrong para que parasse de trabalhar na construção de um terceiro dreadnought de classe Minas Geraes, o que induziu o governo argentino a não aceitar sua opção contratual para um terceiro dreadnought. Em uma telegrafia, o embaixador dos Estados Unidos no Brasil afirmou que o desejo brasileiro de preeminência naval na América Latina foi sufocado, embora isso tenha tido uma curta duração.

### Prisões

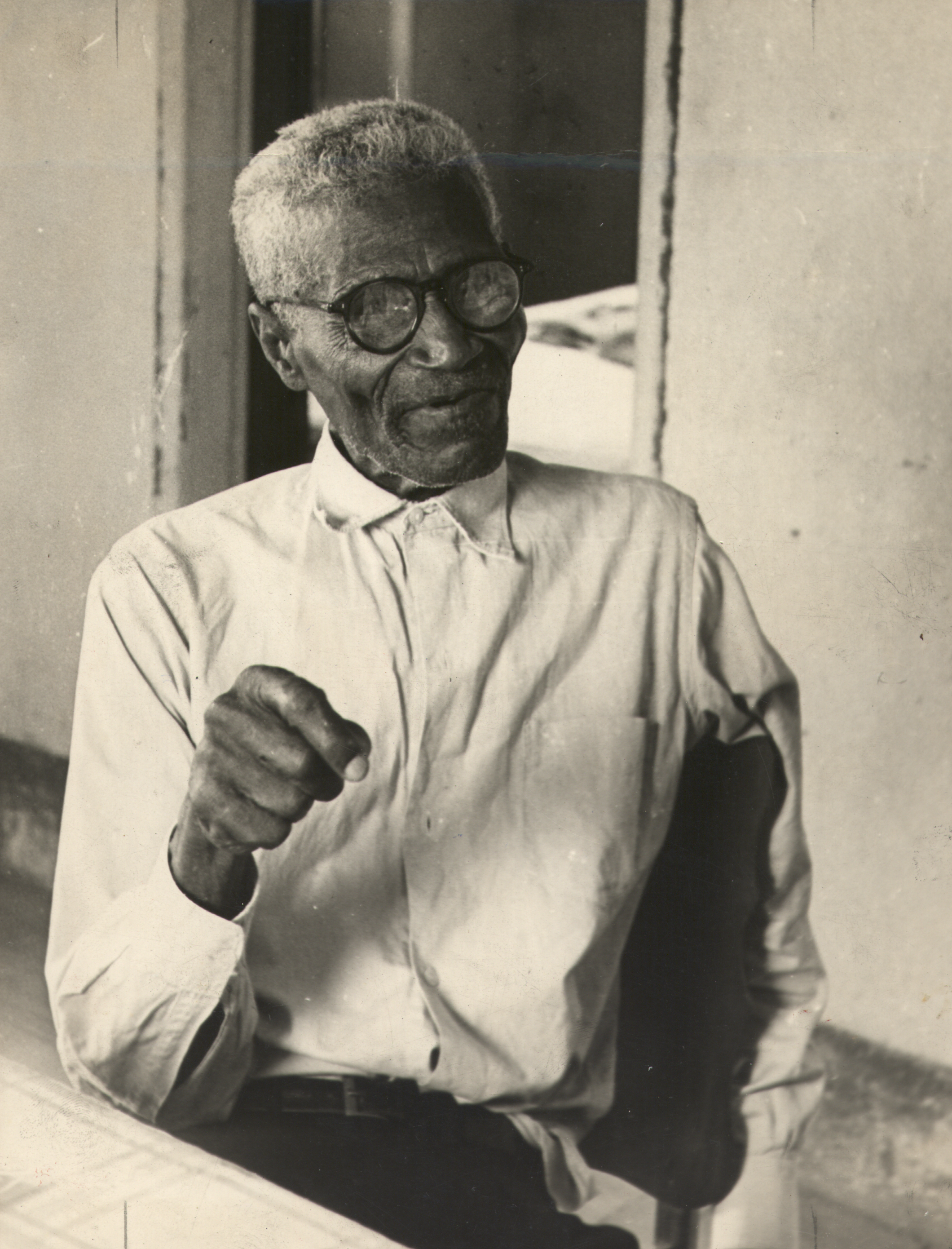
João Cândido, 1963.

Enquanto isso, a decisão de estender uma anistia aos marinheiros amotinados gerou muitas críticas das classes superiores do Brasil. Como afirmou o historiador Zachary Morgan, "para a elite, a intenção da própria renovação naval era consertar sua instituição, levando o Brasil à frente de uma corrida armamentista sul-americana e tornando sua marinha competitiva com a de qualquer nação ocidental. Em vez disso, homens alistados tinham usado esses navios para humilhar a elite naval. Os navios foram salvos, mas a que custo?" Esses marinheiros receberam licença para ir à terra no dia em que a revolta terminou. Nos dias seguintes, os navios foram desarmados para evitar a repetição de eventos, e os rebeldes foram dispensados da marinha — cerca de 1 300 deles, uma queda tão drástica que a Marinha brasileira foi forçada a pagar para que tripulantes portugueses preenchessem as lacunas. O governo mais tarde afirmou que mais de 1 000 dos marinheiros demitidos receberam passagens para seus estados de origem, com o propósito de tirá-los da capital.

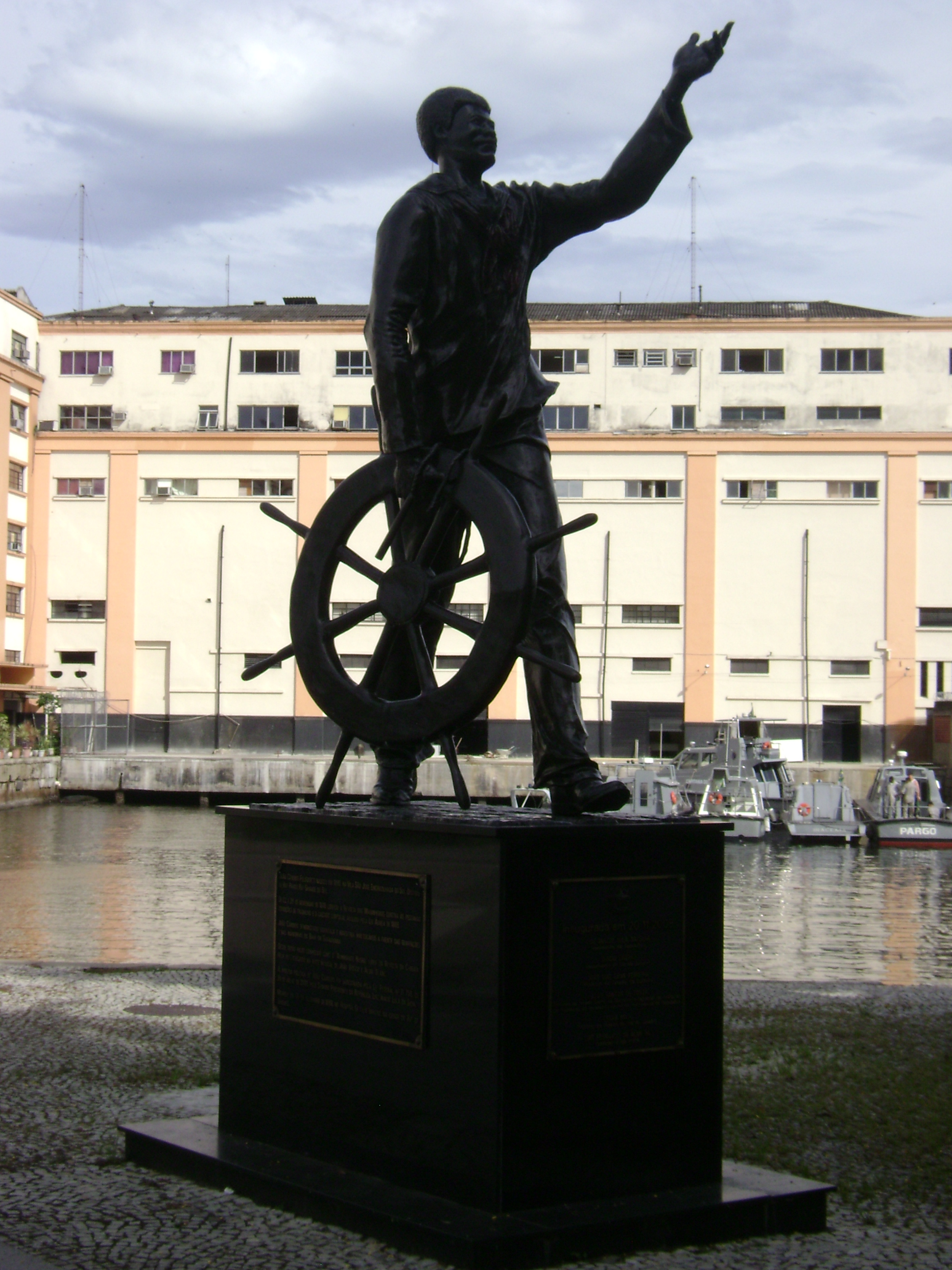
Monumento homenageando João Cândido na Praça XV, Rio de Janeiro.

Estas mudanças rápidas levantaram tensões entre oficiais e seus encargos, e mais de trinta marinheiros foram presos no início de dezembro acusados de planejar uma nova rebelião. No dia 9 de dezembro, tripulantes a bordo do Rio Grande do Sul, o único dos maiores navios de guerra do Brasil a não participar da Revolta da Chibata, se amotinaram, mas não conseguiram tração suficiente para controlar o navio. Pouco depois, o batalhão de infantaria da Marinha nas instalações navais da Ilha das Cobras se revoltou. O governo agiu rapidamente e derrubou as duas rebeliões, mas eles fizeram com que o Congresso brasileiro declarasse que o Rio de Janeiro estava em estado de sítio, dando assim ao presidente Fonseca um conjunto de dispositivos para combater a agitação. A votação foi quase unânime; o único voto contrário veio de Rui Barbosa.
Historiadores agora sustentam que provavelmente não houve polinização cruzada entre a Revolta da Revolta e essas revoltas subsequentes. O ex-amotinado Minas Geraes, sob o comando de João Cândido, depois que os oficiais abandonaram o navio, usaram uma arma escondida (como o navio tinha sido desarmado após a Revolta da Chibata) para disparar contra a infantaria da marinha e demonstrar sua lealdade. Mesmo assim, o governo e a marinha, alimentados pela raiva da sua honra perdida, aproveitaram esta oportunidade para reunir os restantes marinheiros anistiados e colocá-los na prisão.
Marinheiros que não escaparam, mais de 600 deles, foram aprisionados na Ilha das Cobras, onde João Cândido e outros dezessete foram transferidos para uma cela de isolamento. Dos dezoito, apenas dois ficaram vivos na manhã seguinte — vítimas de uma reação química produzida pelo calor entre a cal viva, usada para desinfetar a cela, e o dióxido de carbono. No mesmo dia, um navio a vapor chamado Satélite saiu do Rio de Janeiro para as plantações de borracha na Amazônia com mais de uma centena de ex-marinheiros e quase trezentos "vagabundos" a bordo. Nove foram executados pela tripulação ao longo do caminho, e muitos dos restantes morreram pouco depois, enquanto trabalhavam no clima tropical quente, em condições descritas por Rui Barbosa como "um lugar onde alguém só morre." Enquanto isso, João Cândido — atingido por alucinações de sua noite traumática — foi condenado a um hospital psiquiátrico. Levou dezoito meses até que ele e nove marinheiros fossem julgados por suas supostas ações contra o governo durante as revoltas de 9 a 10 de dezembro; os juízes os consideraram não culpados, e todos foram dispensados da marinha.
Para os marinheiros que permaneceram ou estavam se juntando à Marinha, as condições não mudaram imediatamente. Foram instituídos programas de treinamento, especialmente nas malignas escolas de aprendizado naval, que haviam começado a graduar marinheiros alfabetizados — um grande passo em relação às práticas anteriores. Mas estas mudanças não incluíam os marinheiros já na Marinha. Um programa ambicioso foi planejado em 1911, pouco depois da revolta, mas foi arquivado quando uma nova administração foi posta em prática em 1912. A Marinha foi, em vez disso, deixada a cair em mau estado, não muito diferente do que tinha acontecido em 1893. "Ao invés de começar por elevar o nível de marinheiros e oficiais para a de seus navios de guerra tecnicamente avançados", escreveu Morgan, "os navios que ofereceram a promessa de modernidade à nação brasileira foram autorizados a deteriorarem — como fez a Marinha ao lado deles."